# Viktor Astafjev
Viktor Astafjev (ryska: Виктор Петрович Астафьев) född 1 maj 1924 i Ovsjanka (Krasnojarsk kraj), död 29 november 2001 i Krasnojarsk, var en rysk författare.
När Astafjev var liten, blev hans far arresterad för ”sabotage” och därför har ofta författarens smärdefulla barndomsskildringar självbiografiska drag.

### Romaner
- До будущей весны (Tills nästa våren, 1953)
- Тают снега (Snön töar, 1958)
- Прокляты и убиты (Förbannade och döda, 1995)

### Kortromaner
- Васюткино озеро (Vasjutkas sjö, 1956)
- Ilka (Перевал, 1959) – översättning: Torsten M. Nilsson (1981)
- Стародуб (Starodub, 1960)
- Звездопад (Stjärnfallet, 1960-1972)
- Кража (Stölden, 1966)
- Где-то гремит война (Det dundrar kriget någonstans, 1967)
- Ett sista farväl (Последний поклон, 1968) – översättning: Lennart Westerberg (1981)
- Слякотная осень (Den slaskiga hösten, 1970)
- Царь-рыба (Kungfisken, 1976)
- Ловля пескарей в Грузии (Sandkryparfisket i Georgien, 1984)
- Грустный детектив (Den sorgmodige detektiven, 1987)
- Обертон (Övertonen, 1995-1996)
- Весёлый солдат (Den rolige soldaten, 1998)

### Pjäser
Прости меня (Förlåt mig, 1980)